# 北九州市立湯川中学校
北九州市立湯川中学校（きたきゅうしゅうしりつ ゆがわちゅうがっこう）
小倉南区湯川新町にある中学校

## 沿革
- 1978年（昭和53年）- 霧丘中学校より分離し開校。

## NEWS ZEROにおける特集
日本テレビ（NNN）で放送されている報道番組『NEWS ZERO』にて、“ありのままの公立中学校”という表題のもと学校に密着した取材がされ、2009年6月24日から2010年3月23日まで放送された。
放送内では、一部の生徒による授業の抜け出しや、非常ベルを鳴らすいたずら、放火や喫煙などの非行、自殺を仄めかす電話などのトラブルが学校内で起こり、それに追われる教師の様子が映し出されていた。また、NEWS ZEROのキャスターを務める村尾信尚が学校を訪問した。

## 所在地
- 福岡県北九州市小倉南区湯川新町四丁目25番1号